# Episodi di The Goldbergs (terza stagione)
La terza stagione della serie televisiva The Goldbergs è stata trasmessa in prima visione negli Stati Uniti d'America da ABC dal 23 settembre 2015 al 18 maggio 2016.
Il 27 aprile 2016 è stato trasmesso uno speciale, intitolato An 80s Rewind, che segue il dietro le quinte della serie. Dal 1º marzo 2023, l'episodio è disponibile in Italia su Prime Video. 
In Italia, la stagione è stata pubblicata in prima visione il 23 novembre 2016 su Infinity TV. In chiaro è stata trasmessa su Italia 1 dal 9 marzo all'11 aprile 2017.
| n°                       | Titolo originale                 | Titolo italiano                     | Prima TV USA      | Pubblicazione Italia |
| ------------------------ | -------------------------------- | ----------------------------------- | ----------------- | -------------------- |
| 1                        | A Kick-Ass Risky Business Party  | Una festa in stile Risky Business   | 23 settembre 2015 | 23 novembre 2016     |
| 2                        | A Chorus Lie                     | Un musical disastroso               | 30 settembre 2015 | 23 novembre 2016     |
| 3                        | Jimmy 5 is Alive                 | Numero 5 è vivo                     | 7 ottobre 2015    | 23 novembre 2016     |
| 4                        | I Caddyshacked the Pool          | Aboliamo l'ora di nuoto             | 14 ottobre 2015   | 23 novembre 2016     |
| 5                        | Boy Barry                        | Boy Barry                           | 21 ottobre 2015   | 23 novembre 2016     |
| 6                        | Couples Costume                  | Maschera di coppia                  | 28 ottobre 2015   | 23 novembre 2016     |
| 7                        | Lucky                            | Lucky: il nuovo arrivato            | 11 novembre 2015  | 23 novembre 2016     |
| 8                        | In Conclusion, Thanksgiving      | Il brindisi del Ringraziamento      | 18 novembre 2015  | 23 novembre 2016     |
| 9                        | Wingmom                          | Mamma spalla                        | 2 dicembre 2015   | 23 novembre 2016     |
| 10                       | A Christmas Story                | Una storia di Natale                | 9 dicembre 2015   | 23 novembre 2016     |
| 11                       | The Tasty Boys                   | Tasty Boys                          | 6 gennaio 2016    | 23 novembre 2016     |
| 12                       | Baio and Switch                  | Stringiamoci la mano                | 13 gennaio 2016   | 23 novembre 2016     |
| 13                       | Double Dare                      | Giochi e sentimenti                 | 20 gennaio 2016   | 23 novembre 2016     |
| 14                       | Lainey Loves Lionel              | San Valentino                       | 10 febbraio 2016  | 23 novembre 2016     |
| 15                       | Weird Al                         | Il concerto rock                    | 17 febbraio 2016  | 23 novembre 2016     |
| 16                       | Edward 'Eddie the Eagle' Edwards | Le casalinghiadi                    | 24 febbraio 2016  | 23 novembre 2016     |
| 17                       | The Dirty Dancing Dance          | Il ballo Dirty Dancing              | 2 marzo 2016      | 23 novembre 2016     |
| 18                       | 12 Tapes for a Penny             | Dodici cassette per un centesimo    | 16 marzo 2016     | 23 novembre 2016     |
| 19                       | Magic is Real                    | Un mondo pieno di magia             | 23 marzo 2016     | 23 novembre 2016     |
| 20                       | Dungeons and Dragons, Anyone?    | Dungeons and Dragons è qui la sfida | 6 aprile 2016     | 23 novembre 2016     |
| 21                       | Rush                             | Lady Rush                           | 13 aprile 2016    | 23 novembre 2016     |
| Speciale: An '80s Rewind | Speciale: An '80s Rewind         | Speciale: An '80s Rewind            | 27 aprile 2016    | 1º marzo 2023        |
| 22                       | Smother's Day                    | La festa della mamma                | 4 maggio 2016     | 23 novembre 2016     |
| 23                       | Big Orange                       | Megarancia                          | 11 maggio 2016    | 23 novembre 2016     |
| 24                       | Have a Summer                    | Ti auguro un'estate                 | 18 maggio 2016    | 23 novembre 2016     |

## Una festa in stile Risky Business
- Titolo originale: A Kick-Ass Risky Business Party
- Diretto da: Seth Gordon
- Scritto da: Chris Bishop

### Trama
Barry, Erica e Lainey pianificano una festa in stile Risky Business (Barry è un grandissimo fan del film e di Tom Cruise) mentre il padre di Lainey è fuori città per una convention ad Atlanta. Sfortunatamente hanno un incidente con l'auto del padre di Lainey, che la manda a stare con i Goldberg, permettendo a Beverly di farle da madre temporanea.
Con grande sorpresa e orrore di Barry ed Erica, Lainey adora l'attenzione materna (sua madre ha lasciato lei e il padre quando era piccola), finché Beverly non diventa troppo prepotente e la spinge a fare la festa che sfugge di mano ai ragazzi, costringendo Beverly a fermarla.
La donna confida ad Erica che è impazzita per Lainey perché non l'ha spinta via come fanno ora i suoi figli, ma lei la rassicura sul fatto che hanno ancora bisogno di lei.
Nel frattempo, Murray è profondamente infastidito dal tempo in cui Adam sta al telefono a parlare con Dana, che si è trasferita a Seattle, ma dopo che Adam si mette nei guai per usare il fax nella sala professori per inviare a Dana una lettera d'amore, cercando, inoltre, di creare un video musicale con Barry che mostri il suo amore per lei, Albert ricorda a Murray che è stato lontano da Beverly per sei mesi mentre era nell'esercito, chiamandola ogni singolo giorno. Murray dunque permette ad Adam di stare dieci minuti al telefono con Dana ogni sera e i due guardano insieme la cometa di Halley.
- Colonna sonora: Toy Soldiers di Martika e Old Time Rock And Roll di Bob Seger.

## Un musical disastroso
- Titolo originale: A Chorus Lie
- Diretto da: David Katzenberg
- Scritto da: Marc Firek

### Trama
Adam inizia ad attraversare la pubertà e la sua voce è strana. Nonostante ciò, vince l'assolo nel musical della scuola, soprattutto perché le voci dei suoi compagni di classe sono ugualmente malmesse.
Barry cerca di aiutare Adam, ma gli dà solo cattivi consigli e, dopo aver appreso dello scandalo del duo pop Milli Vanilli, chiede a Miss Cinamon, l'insegnante di musica, di far cantare i ragazzi in playback, e, con loro sorpresa, lei è d'accordo.
Nel frattempo, Murray scopre che Erica non vuole andare al ballo scolastico e che chiama tutti i ragazzi "imbranauti", compreso l'amico di Barry, Geoff Schwartz, che è infatuato di lei.
Murray e Lainey ispirano Erica ad essere meno selettiva e lei decide di andare al ballo con Johnny Atkins, un idiota pomposo con la coda di cavallo che suona il sassofono.
Dopo aver appreso che lui vuole andarci anche con un'altra ragazza, Erica decide che Geoff Schwartz è un "simpatico idiota" e lo chiede a lui, ma alla fine si limitano a fare un giro insieme. Alla fine Beverly comprende il suo errore e i ragazzi cantano con le loro vere voci.

## Numero 5 è vivo
- Titolo originale: Jimmy 5 Is Alive
- Diretto da: Lew Schneider
- Scritto da: Alex Barnow

### Trama
Per ottenere i soldi per un robot da Murray, Adam fa credere a Beverly che serva per un "progetto d'apprendimento".
I due finiscono per costruire il robot insieme, ma il tentativo di Murray di legare con Adam va storto quando i due iniziano a litigare sulle specifiche del robot.
Anche Erica consiglia ad Adam di lasciar perdere i robot e lui, di conseguenza, si mette a guardare le previsioni del tempo come suo padre, grande appassionato.
Tuttavia, sotto consiglio del nonno, Murray compra ad Adam il robot Johnny 5 del film Cortocircuito e incoraggia il figlio a perseguire il suo amore per i robot e la creatività.
Nel frattempo, Barry commette un grosso errore quando registra sul nastro del suo quinto compleanno le sue "prodezze" nel basket.
Nel tentativo di evitare una sgridata fa credere a sua madre che sia colpa sua e lei si deprime. Alla fine le rivela la verità e, per rappresaglia, Beverly ammette che non è bravo a giocare a basket, mandando lui in depressione. Alla fine i due si riappacificano.

## Aboliamo l'ora di nuoto
- Titolo originale: I Caddyshacked the Pool
- Diretto da: David Katzenberg
- Scritto da: Steve Basilone e Annie Mebane

### Trama
il corpo di Adam sta cambiando e, vergognandosi, non vuole fare la lezione di nuoto in palestra come tutti i suoi compagni.
Il coach dice a Beverly che Adam sta fallendo in palestra e deve nuotare, altrimenti rischia di dover ripetere l'anno ignorando le scuse del ragazzo.
Ispirato al film Palla da golf, Adam lancia una barretta di cioccolato per farla sembrare cacca, come nel film, ma anche questo piano fallisce ed il signor Mellor incolpa ingiustamente Dave Kim, spingendo Adam a confessare. Tuttavia, ascoltate le sue ragioni, il coach permette agli studenti di nuotare tenendosi addosso le camicie per non farli sentire a disagio.
Nel frattempo Erica, ispirata dal video musicale We Are the World, dà inizio ad una campagna di beneficenza; Barry fa lo stesso, ma i due entrano in competizione. In seguito, però, i due ragazzi uniscono le forze.

## Boy Barry
- Titolo originale: Boy Barry
- Diretto da: David Katzenberg
- Scritto da: David Guarascio

### Trama
Lainey è seccata perché Barry cerca costantemente di impressionarla (a causa di Erica che gli dice costantemente che Lainey è fuori dalla sua portata), così chiede alla sorella di dargli una lezione, ma lei, per divertirsi alle sue spalle, dice al fratello che deve essere più simile a Boy George per stare con Lainey.
Barry si veste quindi come il famoso cantante e si autodefinisce "Boy Barry", ma, scoperto lo scherzo, si arrabbia con Lainey e la lascia; Lainey ne è devastata e tenta di riconquistarlo, arrivando a scusarsi con un rap di sua creazione, ma la gente pensa che stia prendendo in giro Barry e la situazione si aggrava ancora di più. Alla fine è Erica che, dispiaciuta per quello che ha fatto, convince il fratello a tornare con la ragazza.
Nel frattempo, Beverly si sente minacciata dalla nuova amicizia nata tra Murray e Bill (i due si sono fatti crescere lo stesso taglio di baffi). Beverly si arrabbia col marito in quanto lui passi più tempo col nuovo amico che con lei, alimentando un’enorme dose di gelosia nei suoi confronti. Dal carattere predominante e testardo, Murray si fa convincere e decide di passare più tempo con la moglie; tuttavia, Beverly si accorge che suo marito è affranto da quanto accaduto e permette ai due di continuare a vedersi.
- Colonna sonora: Do You Really Want To Hurt Me dei Culture Club.

## Maschera di coppia
- Titolo originale: Couples Costume
- Diretto da: Jay Chandrasekhar
- Scritto da: Andrew Secunda

### Trama
Adam vuole trascorrere del tempo con Dana vestendosi da Alien ed Ellen Ripley per Halloween, mentre Beverly cerca di convincerlo a vestirsi coordinato con lei, come ha sempre fatto.
Barry ed Erica convincono Adam a portare Dana in una casa stregata, ma l'attrazione è troppo spaventosa per il giovanotto, tanto da usare la stessa Dana come scudo umano, facendole, però, perdere l'anello che le aveva regalato. Adan chiede ai fratelli di aiutarlo a recuperarlo, ma tutti i tentativi falliscono. Alla fine è Beverly a risolvere la situazione, mentre Adam e Dana vanno a fare dolcetto o scherzetto.
- Colonna sonora: Shadows Of The Night by Pat Benatar.

## Lucky: il nuovo arrivato
- Titolo originale: Lucky
- Diretto da: David Katzenberg
- Scritto da: Marc Firek

### Trama
Erica organizza un pigiama party con Lainey e le sue amiche, mentre Adam ed i suoi amici le spiano per farsi un'idea della femminilità, nascondendo una telecamera in camera della sorella. Quando Beverly li becca, si mette a spiarle al loro posto. ma una delle amiche di Erica scopre la telecamera nascosta e Beverly viene scoperta.
Per rappresaglia, Erica smette di parlare a sua madre e quando lei e Lainey vengono arrestate da un poliziotto sotto copertura, che si fingeva un bagarino, rifiuta di usare la sua unica telefonata per parlare con Beverly, accontentandosi del nonno, che viene, a sua volta, arrestato per aver guidato senza patente.
Alla fine, Erica si rende conto che ha ancora bisogno di sua madre e, dopo che Beverly la tira fuori dai guai, passa una serata con lei.
Barry e il nonno scoprono il nuovo negozio di animali al centro commerciale.  A Barry è stato detto dal padre che è mortalmente allergico ai cani, ma questo non gli impedisce di giocare con i cuccioli.  Con sua sorpresa, non gli succede niente e si viene a sapere che Murray gli ha mentito sull'allergia.
Barry chiede a suo padre un cane ogni giorno, fino a che Murray non cede e gli compra un cane che Barry chiama "Lucky". Tuttavia, Lucky si affeziona a Murray, facendo ingelosire Barry, anche perché l'uomo si affeziona alla svelta all'animale.
Alla fine Barry riesce a legare con Lucky e tutti e tre guardano insieme la Partita degli Eagles.
- Colonna sonora: We Belong by Pat Benatar.

## Il brindisi del Ringraziamento
- Titolo originale: In Conclusion, Thanksgiving
- Diretto da: Jay Chandrasekhar
- Scritto da: Dan Levy

### Trama
Per il Ringraziamento, Beverly insiste che tutta la famiglia si riunisca, compreso il padre di Murray, nonno Ben, a cui non è mai piaciuta la sua cucina. Intanto, Adam scopre che la canzone Cat's In The Craddle commuove il padre e la usa per ottenere cose da lui a suo piacere.
Le tensioni iniziano quando lo zio Marvin si presenta con tanto di camice, essendo diventato un chiropratico con licenza completa.
Per mantenere viva la tradizione della famiglia, il nonno chiede a Erica di fare un discorso, ma anche Barry ne fa uno e i due entrano in competizione. Alla fine, però, tutto si sistema e Beverly ottiene ciò che voleva.
- Colonna sonora: Never Surrender di Corey Heart e Cat’s In The Cradle di Harry Chaplin.

## Mamma spalla
- Titolo originale: Wingmom
- Diretto da: David Katzenberg
- Scritto da: Lew Schneider e Marty Abbe-Schneider

### Trama
Barry vuole diventare pilota di caccia e si arruola, quindi, in un programma d'addestramento offerto dalla scuola.
Beverly non è d'accordo su questa sua scelta, ma Murray accetta, pensando che rafforzerà suo figlio.  Beverly, inizialmente, tenta di aiutarlo nell'addestramento, ma poi capisce che nel corso degli anni ha aiutato troppo Barry e lo lascia ad affrontare l'addestramento da solo.
Nel frattempo, Adam si sente tradito quando il nonno compra un appartamento in Florida e, per ripicca, cerca di legare con nonno Ben, arrabbiandosi ancora di più quando vede Albert divertirsi con Erica. Alla fine, Adam si rende conto che anche nonno Albert sta invecchiando e dovrebbe avere il tipico divertimento per le persone anziane, riappacificandosi con lui.

## Una storia di Natale
- Titolo originale: A Christmas Story
- Diretto da: Lew Schneider
- Scritto da: Lacey Marisa Friedman

### Trama
Dopo aver visto i Kremp entrare nello spirito festivo insieme come una famiglia felice, Beverly decide di scimmiottare le tradizioni natalizie per l'Hanukkah, ma il nonno si arrabbia molto con la figlia. Nel frattempo, Adam è sconvolto dal fatto che Barry preferisca passare le vacanze con Lainey e non con lui.
Alla fine i fratelli si riconciliano ed il prosciutto di Natale dei Kremp viene bruciato, cosicché Beverly li invita a cenare con la sua famiglia in un ristorante cinese, come da tradizione Goldberg.
- Colonna sonora: Santa Claus Is Comin To Town di Neil Diamond.

## Tasty Boys
- Titolo originale: The Tasty Boys
- Diretto da: Christine Gernon
- Scritto da: Steve Basilone e Annie Mebane

### Trama
Dopo aver visto la nuova cucina di Virginia Kremp, Beverly vuole rimodellare la sua, ma, sapendo che a Murray non piacciono i cambiamenti distrugge la sua vecchia cucina per costringere il marito a cambiarla. L'uomo, però, mangia la foglia e si fa aiutare da Bill per ricostruire la cucina esattamente com'era prima.
Alla fine, Murray cerca di accettare i cambiamenti tramite compromessi.
Nel frattempo, dopo aver visto dei video musicali dei loro rapper preferiti, i Beastie Boys, Barry e Adam formano un gruppo chiamato “Tasty Boys”.Il terzo membro diverrà Geoff Schwartz, che si unirà a loro solo per impressionare Erica, fallendo, però, a causa della sua paura da palcoscenico. Dopo che Geoff lascia il gruppo un attimo prima della prima esibizione, Erica interviene per salvare i fratelli cantando Shake Your Rump, realizzando un successo.
- Colonna sonora: Shake Your Rump dei Beastie Boys.

## Stringiamoci la mano
- Titolo originale: Baio and Switch
- Diretto da: David Katzenberg
- Scritto da: Alex Barnow

### Trama
Per motivi diversi, Barry ed Erica decidono di partecipare all'evento benefico Hands Across America e Beverly ne prende il comando così da poter ottenere una foto sul giornale di lei e dei suoi figli che sembrano felici insieme, come la sua amica-rivale Virgina Kremp. Tuttavia, Barry ed Erica decidono di abbandonare l'evento, ma Beverly, cercando di far cambiare nuovamente idea ai due ragazzi, si inventa di aver invitato Scott Baio.
Intanto, Adam invita al ballo della scuola la sua amica d’infanzia Emmy Mirsly, in quanto lei non è stata ricambiata dal ragazzo che le piace. Tuttavia, Dana torna in città, ma scopre che il suo fidanzato ha già invitato un'altra ragazza. Le due ragazze si arrabbiano entrambe con Adam, ma lui riesce a scusarsi, facendo capire che non era sua intenzione offendere nessuna delle due. La faccenda si risolve e sia Dana sia Emmy accompagnano Adam alla festa scolastica.
- Colonna sonora: Heaven Is A Place On Earth di Belinda Carlse.

## Giochi e sentimenti
- Titolo originale: Double Dare
- Diretto da: David Katzenberg
- Scritto da: Chris Bishop

### Trama
Adam ed Emmy scoprono che il loro gameshow preferito, Double Dare, farà delle audizioni nella loro scuola e decidono di provare insieme, partecipando come coppia. In seguito, però, Adam preferisce il nonno come partner ed Emmy, per vendetta, sceglie Ben "il bello" come suo partner, ragazzo di cui Adam è sempre stato geloso: i due ottengono il posto, ma Ben rivela ad Adam che Emmy ha preso ad allenarsi con lui da due mesi, facendo innervosire il giovanotto.  Questo porta Adam ed Emmy a litigare fino a quando Ben non scarica Emmy per la loro compagna di classe Amy. Adam ed Emmy, alla fine, fanno la pace.
Nel frattempo, Murray e Barry sono sconvolti dalla serie di sconfitte degli Eagles fino a quando Barry si convince che Beverly porti fortuna;  ciò fa sì che Beverly cominci a guardare le partite con i ragazzi, chiedendo anche a Bill ed Erica di insegnarle cose sul football.
Murray, non gradendo tutto questo interessamento di sua moglie in uno dei suoi hobby, decise di creare un album dei ricordi, in stile Beverly, per mostrarle quanto sia fastidioso quando una persona si intromette nei propri passatempo; tuttavia, il piano di Murray fallisce miseramente, ma i due si riconciliano, affermando che è giusto che ognuno abbia dei momenti in cui stare solo e riconciliarsi.

## San Valentino
- Titolo originale: Lainey Loves Lionel
- Diretto da: Jay Chandrasekhar
- Scritto da: David Guarascio (storia e sceneggiatura) e Josef Adalian (storia)

### Trama
Lainey non vuole che Barry faccia qualcosa di "pazzo" per San Valentino, e lui cerca di pensare a qualcosa di piccolo, ma romantico; ispirato dal video musicale di Hello, di Lionel Richie, Barry cerca di scolpire un busto di argilla raffigurante Lainey, ottenendo, però, solo sgorbi raccapriccianti.
Adam ed i suoi amici vogliono vedere il film Porky's al nuovo Multiplex, ma Beverly glielo proibisce severamente, cosicché i ragazzi decidono di comprare un biglietto per Annie, nello stesso multisala, per poi vedere di nascosto il film vietato ai minori.
Quando Murray scopre tutto è deluso, si sente come se avesse cresciuto un debole e lo incoraggia ad infrangere le regole, fallendo miseramente. Alla fine Adam compra un biglietto aereo per vedere Dana a Seattle, ma ci ripensa quando il capitano annuncia che ci saranno grandi turbolenze durante il volo.
Sconvolta, Beverly chiede a Murray del perché abbia detto ad Adam di rischiare, ma lui risponde che deve cominciare a decidere da solo, anche se ciò significa deludere qualcuno; alla fine Beverly lo lascia telefonare a Dana.
Geoff Schwartz tenta di conquistare Erica, pensando che alla fine soccomberà al suo fascino, ma lei non mostra alcun interesse, portandolo alla rinuncia. Tuttavia, quando vede Barry e Lainey che si dichiarano il loro amore, capisce che anche lei vuole la stessa cosa.
- Colonna sonora: Hello di Lionel Richie.

## Il concerto rock
- Titolo originale: Weird Al
- Diretto da: Jay Chandrasekhar
- Scritto da: Lauren Bans

### Trama
Quando Dana arriva in città, Adam vuole trascorrere un weekend romantico insieme a lei, ma tutte le cose che prima facevano insieme ormai non li divertono più.
I due vanno insieme a un concerto di "Weird Al" Yankovic, ma la mancanza di entusiasmo di Dana li fa litigare. Beverly cerca di rimediare a quanto accaduto, ma i due si rendono conto che sono cresciuti e non si capiscono più, decidendo di lasciarsi.
Nel frattempo, Barry si iscrive come consulente scolastico quando il signor Glascott cerca di dissuaderlo. Barry pensa che questo lo renda uno psichiatra autorizzato e che può consigliare qualsiasi cosa a chiunque e che tutti devono ascoltarlo. Erica interviene e Glascott le promette una A in ginnastica se rimedierà alle sciocchezze commesse da Barry.
- Colonna sonora: King Of Suede di “Weird Al” Yankovits.

## Le casalinghiadi
- Titolo originale: Edward 'Eddie the Eagle' Edwards
- Diretto da: Jonathan Corn
- Scritto da: Dan Levy

### Trama
Barry decide di essere campione in qualcosa quando scopre di non aver vinto il premio “Atleta dell’anno”. Ispirato da Eddie Edwards, tenta di allenarsi in vari sport olimpici, ma i suoi tentativi falliscono. Adam, che ha sempre ammirato le sue "abilità" atletiche, nota che Barry eccelle in Pa-palla, un gioco che i due hanno inventato.
Barry apre un club di Pa-palla a scuola, ma Rubén Amaro Jr. lo spodesta, diventando presidente in ogni partita. Peggio ancora, Barry espelle Adam dal club ed i due litigano, finché Barry, sfiduciato, rinuncia in ogni sport.
Quando Erica rivela ad Adam che il suo rispetto significava molto più per Barry di quanto lui pensasse, Adam organizza le "casalinghiadi", facendo vincere tutte le medaglie al fratello maggiore.
Beverly si accorge che Murray sta risparmiando moltissimi soldi da quando il suo negozio di mobili sta per fallire, e consiglia al marito di cominciare a vendere Futon. Murray, inizialmente contrario, si confida con nonno Al e cambia idea.
- Colonna sonora: Chariots of Fire di Vangelis.

## Il ballo Dirty Dancing
- Titolo originale: The Dirty Dancing Dance
- Diretto da: David Katzenberg
- Scritto da: Adam F. Goldberg (storia e sceneggiatura) e David Guarascio (storia)

### Trama
Dopo aver visto il loro film preferito, Dirty Dancing, Erica e Beverly decidono di fare un ballo scolastico a tema, ottenendo il consenso del preside. Nel frattempo, Barry è ugualmente determinato ad avere un ballo a tema Footloose, insistendo sul fatto che si tratti di un film migliore.
Murray, che non ha mai ballato, è convinto da Albert che dovrebbe cercare di imparare per amore di Beverly.
Quest'ultima smette presto di sostenere l'idea di Erica quando si rende conto che il ballo può portare ad atti sconvenienti e costringe il preside a ritirare il permesso. Tuttavia, Erica continua nel progetto e cerca di mettere in atto la scena principale del film con Geoff, fallendo miseramente. Col supporto anche di Beverly, i due ci riprovano più tardi, riuscendoci. Infine Beverly invita Murray a ballare.
- Colonna sonora: Footloose di Kenny Loggins, (I've Had) The Time of My Life di Bill Medley and Jennifer Warnes.

## Dodici cassette per un centesimo
- Titolo originale: 12 Tapes for a Penny
- Diretto da: David Katzenberg
- Scritto da: Steve Basilone e Annie Mebane

### Trama
Dopo aver visto come Dave Kim ha ottenuto una raccolta di musicassette, ordinandole più volte con nomi falsi, Adam cerca di fare lo stesso. Beverly scopre tutto quando un fattorino continua a portare musicassette indirizzate a nomi strani, incolpando Erica, anche se Adam confessa la vera versione dei fatti.
Beverly presume che Adam stia mentendo per coprire Erica, ma presto scopre la verità dopo che il nonno ordina i nastri e dice di aver visto Adam farlo.
Erica, arrabbiata per essere stata incolpata di tutto, tenta di fare del taccheggio con la sua amica Carla, ma si tira indietro all'ultimo momento e dice a sua madre che è stanca di essere sempre vista come quella che fa sempre le cose sbagliate. Alla fine Adam riesce a risolvere le cose tra le due.
Nel frattempo, Barry cerca di impressionare Bill, il padre di Lainey. Murray gli dice che tutti i padri disprezzano i fidanzati delle loro figlie e cerca di aiutare Barry a ignorare il tutto, ma quando Barry vede Bill trattare l'ex ragazzo di Lainey bene si deprime e decide di guadagnarsi l'approvazione di Bill in tutti i modi. Alla fine, con l'aiuto di Murray durante una partita di golf, Barry ottiene ciò che desiderava.
- Colonna sonora: Hard to Say I'm Sorry degli Chicago.

## Un mondo pieno di magia
- Titolo originale: Magic Is Real
- Diretto da: Jay Chandrasekhar
- Scritto da: Marc Firek (sceneggiatura) e Kerri Doherty (storia)

### Trama
Barry non ha nessuna intenzione di fare il test attitudinale per il college nonostante l'imposizione di Murray, ed è molto deluso dall'apprendere che Lainey e tutti e tre i suoi amici JTP stanno pianificando di fare il test, e che hanno rinunciato ai loro sogni.
Alla fine ammette davanti a tutti che ha paura di fare il test perché pensa che fallirà e che ha paura che i suoi amici e la sua ragazza passeranno a grandi cose, lasciandolo indietro. Murray rassicura suo figlio e lui inizia quindi a studiare per il test, con stupore di Erica e soddisfazione di Murray e Lainey.
Nel frattempo, Adam ha il cuore spezzato per la rottura con Dana, ed è alla disperata ricerca di un'altra ragazza. Dopo aver visto uno speciale di David Copperfield in TV, tuttavia, si convince che le donne amino i maghi.
Una ragazza carina a scuola lo ingaggia per la festa di compleanno del fratellino e lui convince Beverly a comprargli un sacco di oggetti costosi in un negozio di magia dicendole che è qualcosa che possono fare insieme, nominandola sua assistente; in seguito, tuttavia, la licenzia quando i suoi amici gli dicono che non è bello avere sua madre che lo aiuta.
L’esibizione alla festa di compleanno va male, finché non arriva Beverly a salvargli la reputazione. Adam, però, non ottiene un appuntamento con la ragazza (anche perché lei è già al liceo). Beverly, successivamente, lo trova a piangere su una sua foto con Dana, confidandole che è spaventato dal fatto di non riuscire a trovare una nuova ragazza con la quale avere la stessa relazione che aveva prima.
- Colonna sonora: Magic dei The Cars.

## Dungeons and Dragons è qui la sfida
- Titolo originale: Dungeons and Dragons, Anyone?
- Diretto da: David Katzenberg
- Scritto da: Andrew Secunda

### Trama
Gli amici nerd di Adam, stanchi di essere sempre umiliati e scelti per ultimi nell'ora di ginnastica, lo nominano capo della squadra “Dungeons e Dragons”. In seguito, però, su consiglio di Barry, Adam liquida tutti i suoi cari amici per rimpiazzarli con altri ragazzi molto più popolari.
Erica decide di frequentare il college a Pittsburgh, ma Beverly non vuole che vada così lontano e Murray è scioccato che la sua principessa vivrà assieme a dei ragazzi. Nel frattempo il nonno, dopo aver visto un film, pensa di iscriversi all'università.

## Lady Rush
- Titolo originale: Rush
- Diretto da: Beth McCarthy-Miller
- Scritto da: Alex Barnow

### Trama
Beverly regala un trofeo ad Adam, ma Barry si arrabbia affermando che suo fratello sia il preferito della madre. Appreso ciò, Beverly comincia a riempire Barry di attenzioni, mentre Adam ringrazia il fratellone per avergli tolto tutte le pressioni che la madre gli faceva.
Nel frattempo, Johnny Hutckins fa appassionare Erica alla sua band preferita, i Rush, e lei comincia a sentirsi attratta da lui. Anche se capisce che è una cosa momentanea, continua a uscire con il ragazzo per fare dispetto a Lainey, ai suoi genitori e ai JTP. Alla fine recluta Lainey e un'altra sua amica, Carla, per la battaglia delle band, avendo capito che non le serve un ragazzo per inseguire i suoi sogni musicali.
Barry si stufa presto delle attenzioni di Beverly che ritorna da Adam, e gli organizza una fantastica festa di compleanno stile Star Wars.
- Colonna sonora: Tom Sawyer dei Rush

## La festa della mamma
- Titolo originale: Smother's Day
- Diretto da: David Katzenberg
- Scritto da: Chris Bishop (sceneggiatura) e Marc Firek (storia)

### Trama
Barry ed Erica dimenticano di nuovo la festa della mamma e realizzano dei coupon validi per delle buone azioni che regalano a Beverly che, stufa della loro smemoratezza, usa tutti i coupon. La situazione degenera finché Beverly si lamenta che i suoi figli non possono passare un giorno a darle attenzioni, quando lei lo fa tutto l'anno. Barry ed Erica provano a prepararle la colazione in segno di pentimento, ma finiscono col distruggere la cucina; tuttavia il fatto che ci abbiano provato, è sufficiente per Bev che li perdona.
Adam tenta di convincere suo padre a mandarlo ad un campo per aspiranti astronauti e, dopo un rifiuto iniziale, Murray si rende conto che non vuole essere come suo padre.
- Colonna sonora: Greatest Love of All di Whitney Houston.

## Megarancia
- Titolo originale: Big Orange
- Diretto da: David Katzenberg
- Scritto da: Rob Lieber

### Trama
Frustrate dal fatto che Barry indossi sempre la stessa maglia dei Philadelphia Flyers (chiamata Megarancia dallo stesso Barry), Beverly e Lainey si accordano per rovinargliela "accidentalmente" mentre è in lavatrice. Barry, però, chiede ad Adam ed Erica di indagare, ma Lainey confessa ad Erica l'accaduto e quando Barry lo scopre rompe con Lainey, arrabbiandosi anche con Beverly.
Lainey e Beverly, rendendosi conto di aver distrutto la cosa preferita di Barry e di aver perso la propria fiducia reciproca, tengono un funerale per Megarancia. Alla fine Barry torna insieme a Lainey e acquista una nuova maglietta. Nel frattempo, Murray pianifica di abbattere la casa sull'albero, ma Adam si oppone, ricordando i bei ricordi che ha passato con Erica, che però se ne disinteressa. Adam, perciò, le dice che desiderava solo che lui ed Erica stessero insieme come facevano prima. Alla fine la casa sull'albero viene demolita, ma Adam ed Erica ne costruiscono una nuova.
- Colonna sonora: Walking on Sunshine di Katrina and the Waves (cover di Hayley Orrantia e AJ Michalka).

## Ti auguro un'estate
- Titolo originale: Have a Summer
- Diretto da: David Katzenberg
- Scritto da: Chris Bishop (sceneggiatura) e Adam F. Goldberg (storia)

### Trama
Adam ed i suoi amici si preoccupano dell'ultima settimana di scuola in cui i senior, da tradizione, tormentano i futuri liceali. Tuttavia, Adam viene preso di mira da Barry, ma se ne libera, guadagnandosi così il rispetto degli studenti più grandi, lasciando Barry umiliato.
In seguito, però, Adam apprende che Barry lo voleva fare solo per gioco, per farsi notare a scuola, i due realizzano così uno scherzo epico alla cerimonia dei diplomi, facendo schizzare la popolarità dello stesso Barry.
Intanto, Geoff cerca di fare colpo su Erica, senza però riuscirci. Inoltre, Erica firma il diario di fine anno scolastico di Geoff con un semplice “Ti auguro un’estate”. Tuttavia, quando il ragazzo le regala un mix di canzoni realizzato ed interpretato da lui, Erica capisce che è davvero innamorata di Geoff e si convince di confidarglielo. Tuttavia, quando sta per rivelarsi, Geoff presenta ad Erica la ragazza che ha appena cominciato a frequentare, Evelyn Silver, facendole così perdere tutto l’entusiasmo che aveva. Alla fine Geoff saluta Erica con “Ti auguro un’estate”, la stessa frase che lei aveva dedicato al ragazzo qualche momento prima.
- Colonna sonora: Heat of the Moment degli Asia.